# رصدخانه لیک
رصدخانه لیک (به انگلیسی: Lick Observatory) یک مرکز نجوم در کشور آمریکا در کالیفرنیا است.
این رصدخانه که در ارتفاع ۱٬۲۸۳ متری از سطح دریا بر قله کوه هامیلتون در نزدیکی شهر سن خوزه قرار دارد، توسط دانشگاه کالیفرنیا در سانتا کروز اداره می‌شود.
این رصدخانه (تأسیس ۱۸۷۶) قدیمی‌ترین رصدخانه مدرن جهان است.

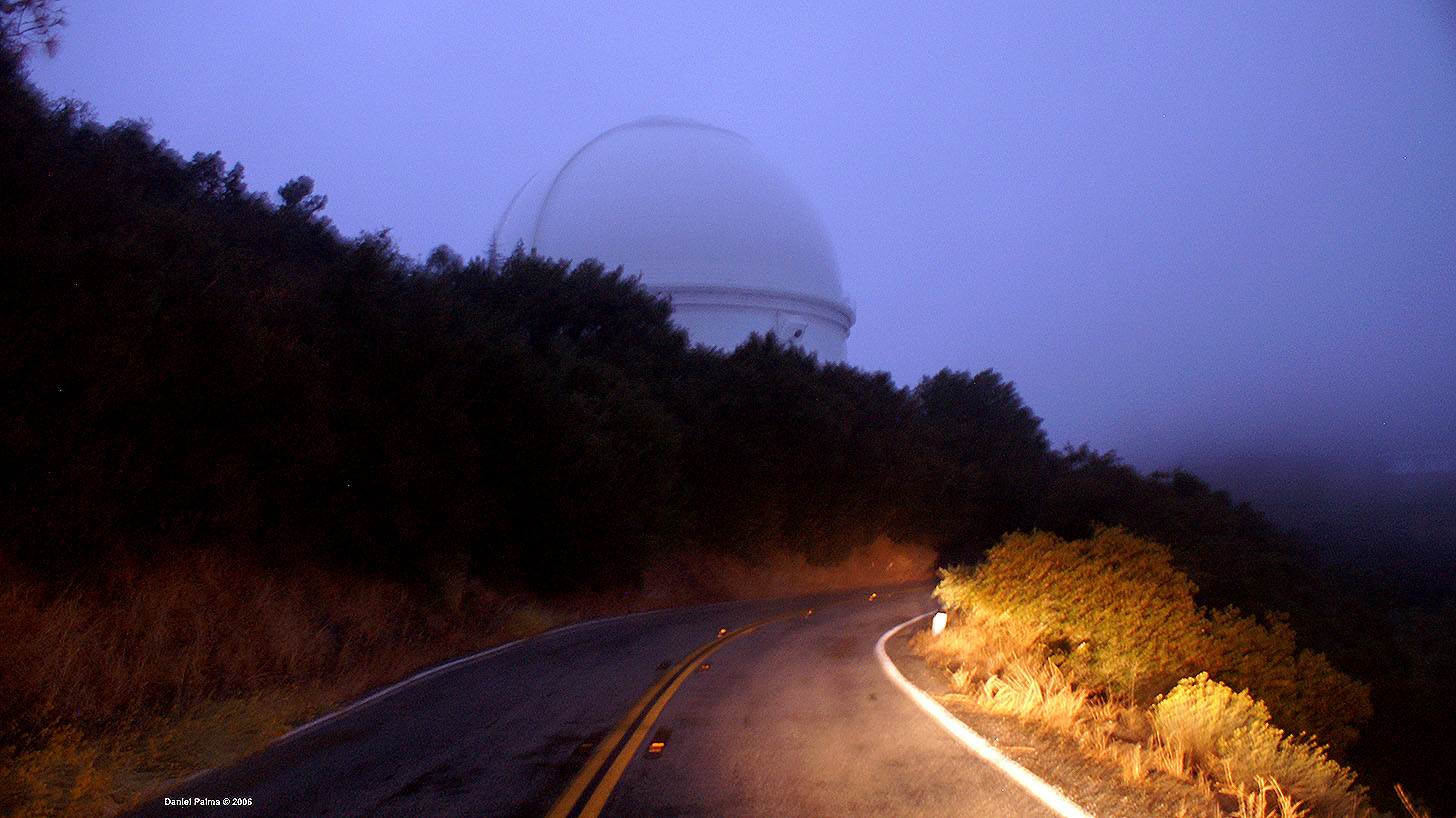
گنبد تلسکوپ اصلی این مرکز